# コーネリアス・ライアン

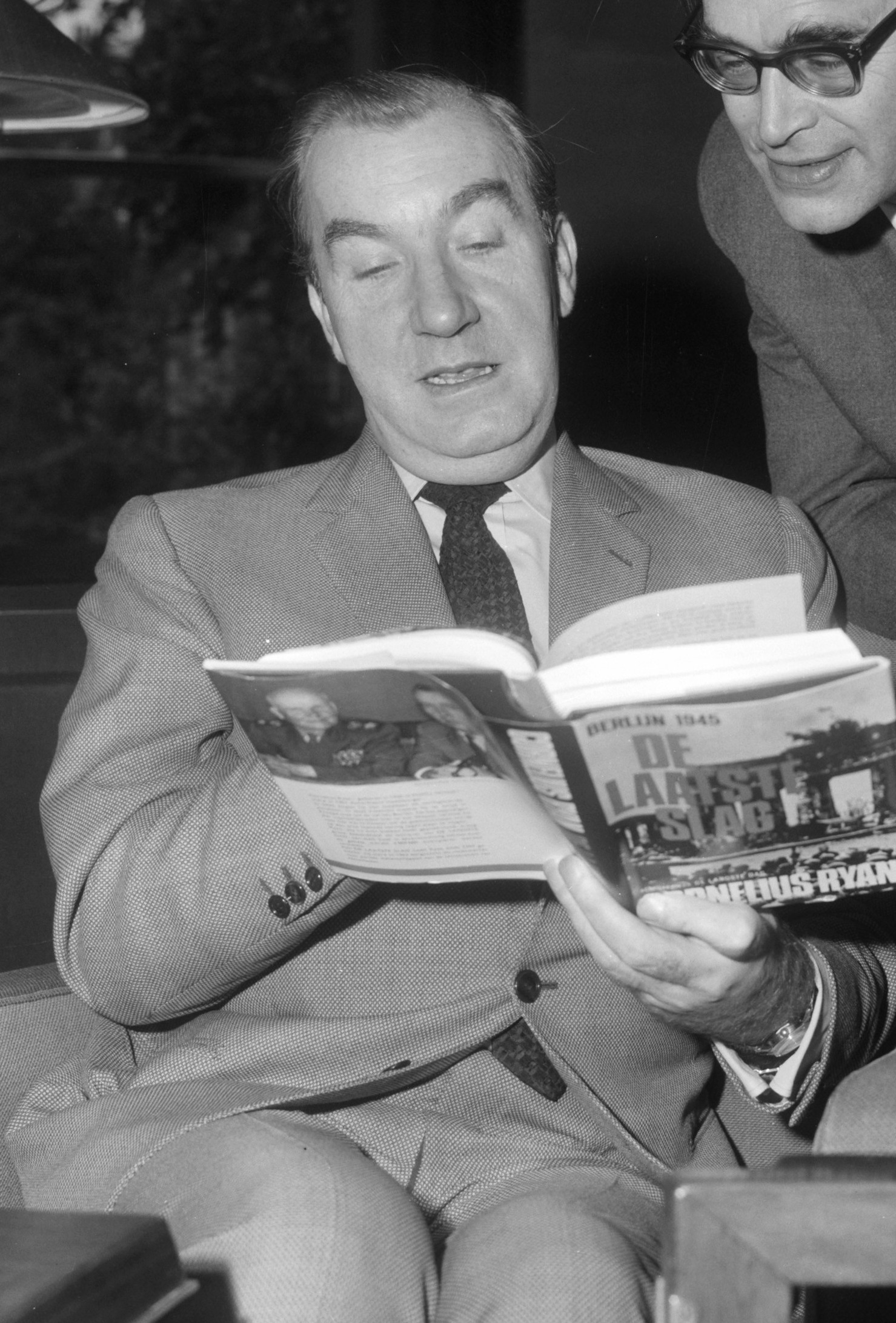
コーネリアス・ライアン (1966)

コーネリアス・ライアン（Cornelius Ryan, 1920年6月5日 – 1974年11月23日）は、アイルランド出身のアメリカ人ジャーナリスト。特に第二次世界大戦の戦史に関する作品で知られている。

## 概要
彼の最も有名な作品はThe Longest Day （1959年） 邦題「史上最大の作戦」（ノルマンディー上陸作戦の詳細を述べた作品）とA Bridge Too Far （1974年） 邦題「遙かなる橋」（失敗に終わったオランダへの降下作戦のマーケット・ガーデン作戦の詳細を述べた作品）の二冊である。両作品は1962年と1977年にそれぞれ映画化された（公開時邦題は『史上最大の作戦』、『遠すぎた橋』）。 
アイルランドのダブリンに生まれたライアンは1940年にロンドンへ移り住み、1941年にデイリー・テレグラフの従軍記者となる。彼は最初にヨーロッパの航空戦、次にジョージ・パットン将軍の部隊に従軍し、ヨーロッパ戦の終了までその戦闘を取材した。彼は1945年に太平洋戦線を、その後1946年にエルサレムで取材した。 
ライアンはタイム誌を始めとするアメリカの雑誌の仕事をするため1947年にアメリカ合衆国へ移住した。彼はキャサリン・モーガンと結婚し、1950年にアメリカ合衆国に帰化した。
1956年にはThe Longest Day を執筆し始めた。それは出版後、直ちにベストセラーとなり、彼は続いてベルリンの戦いに関するThe Last Battle （1965年） 邦題「ヒトラー最後の戦闘」を執筆した。彼はフランスからレジオンドヌール勲章およびオハイオ大学から名誉文学博士号を与えられた。1974年にはA Bridge Too Far が出版されたが、彼は本のキャンペーン中に癌で死去した。

## 書籍
『世界ノンフィクション全集〈第20〉』筑摩書房（1961年1月1日）ASIN B000JBC2HE
『遙かなる橋〈上･下〉』ハヤカワ文庫（1980年3月1日）ASIN B000J89NWY
上巻：ISBN 978-4150500573、下巻：ISBN 978-4150500580
『最後の戦記―癌と闘った家族の1500日』ハヤカワ文庫（1982年9月1日）ASIN 4163371109
ISBN 978-4163371108
『ヒトラー最後の戦闘〈上･下〉』ハヤカワ文庫（1982年9月1日）ASIN B000J7L9T0
上巻：ISBN 978-4150500801、下巻：ISBN 978-4150500818
『史上最大の作戦』ハヤカワ文庫（1995年1月1日）ASIN 4150501874
ISBN 978-4150501877